# 히가시마스호촌
히가시마스호촌(東増穂村)은 이시카와현 하쿠이군에 설치되었던 촌이다.